# أمواج بلا شاطئ (فلم)
أمواج بلا شاطيء هو فيلم دراما مصري من إخراج أشرف فهمي وبطولة شادية، حسين فهمي، محمود مرسي، عادل أدهم، ليلى فوزي ومديحة كامل. صدر الفيلم في 16 فبراير 1976. الفيلم مأخوذ من رواية تحمل نفس الاسم للكاتب ثروت أباظة.

## نبذه
يدور الفيلم عن "نادر" شاب وسيم في مقتبل حياته العملية بعد تخرجه في كلية الهندسة، يعيش مع والدته الأرملة "نازك" حياة الأثرياء ويقوم بالإشراف عليهم صديق والده "صالح" ويتولى شركتهم. ينهار "نادر" تماما عندما يشاهد أمه مع "صالح" يمارسان الحب، وذلك بتدبير من "حسام" الذي يحيك المؤامرات للسيطرة على الشركة ونهب أموالها ويحاول "نادر" الانتقام من أمه عن طريق الزواج من "ميمي" العاهرة التي تعتقد أن "نادر" يريد أن ينتشلها من الضياع فتحبه ولكنه ينفر منها ويعاملها بإهانة شديدة، مما يجعلها تترك البيت وتعود لعملها وتتوالى الأحداث.

## طاقم العمل
- شادية بدور منيرة (ميمي)
- حسين فهمي بدور نادر
- محمود مرسي بدور صالح
- عادل أدهم بدور حسام
- ليلى فوزي بدور نازك
- مديحة كامل بدور سوزي

## وصلات خارجية
- مقالات تستعمل روابط فنية بلا صلة مع ويكي بيانات